# Joel Abu Hanna
Joel Abu Hanna (en hebreo: ג'ואל אבו חנא‎; Troisdorf, 22 de enero de 1998) es un futbolista alemán, nacionalizado israelí, que juega de defensa en el Levadiakos F. C. de la Superliga de Grecia. Además, es internacional absoluto con la selección de Israel.

## Selección nacional
Tras jugar con la selección de fútbol sub-17 de Alemania, la sub-18 y la sub-19, y tras nacionalizarse israelí, finalmente hizo su debut con la selección de fútbol de Israel el 11 de octubre de 2020 en un partido de la Liga de las Naciones de la UEFA contra la República Checa que finalizó con un resultado de 1-2 a favor del combinado checo, tras el gol de Eran Zahavi para Israel y el tanto de Matěj Vydra y un autogol del propio Hanna para la República Checa.

## Clubes
| Club                           | País     | Año       | Partidos | Goles |
| ------------------------------ | -------- | --------- | -------- | ----- |
| Bayer 04 Leverkusen            | Alemania | 2016-2017 | 0        | 0     |
| 1. F. C. Kaiserslautern II     | Alemania | 2017      | 4        | 0     |
| 1. F. C. Kaiserslautern        | Alemania | 2017-2018 | 12       | 0     |
| 1. F. C. Magdeburgo            | Alemania | 2018-2019 | 0        | 0     |
| S. C. Fortuna Colonia (cedido) | Alemania | 2019      | 8        | 0     |
| F. C. Zorya Luhansk            | Ucrania  | 2019-2021 | 55       | 1     |
| Legia de Varsovia              | Polonia  | 2021-2023 | 10       | 0     |
| Lechia Gdańsk (cedido)         | Polonia  | 2022-2023 | 16       | 0     |
| Maccabi Netanya                | Israel   | 2023-2024 | 31       | 0     |
| Levadiakos F. C.               | Grecia   | 2025-     | 16       | 0     |